# Renate Fischer (Schauspielerin)
Renate Fischer, ab 1957 Renate Wilson (* 20. April 1930 in Berlin; † 7. Dezember 2008 in Towson, Maryland), war eine deutsche Schauspielerin und Sozial- und Medizinhistorikerin.

## Leben
Renate Fischer begann ihren künstlerischen Werdegang Ende der 1940er-Jahre. So war sie im Film Der Biberpelz 1949 zu sehen. 1951 spielte sie die Guste Daimchen im Film Der Untertan von Wolfgang Staudte. Renate Fischer war Mitte der 1950er-Jahre im Film Aschenputtel zu sehen.
Ihr Vater Ernst Fischer war erster Klarinettist der Berliner Philharmoniker. Hierdurch gab es eine Verbindung zu Wilhelm Furtwängler, der die jüdische Familie vor den Nazis bewahrte. Renate Fischer schloss nach dem Krieg an der Humboldt-Universität ihr Studium ab und arbeitete später für die amerikanische Botschaft in Berlin als Übersetzerin.
1957 heiratete sie zum zweiten Mal, nämlich den Haitianer Max William Wilson, der in Berlin Philosophie studierte. Etwa zehn Jahre später ging sie in die USA. Sie war Fulbright-Stipendiatin an der Johns Hopkins University und promovierte 1988 in Geschichte an der University of Maryland.
Zuletzt war sie Adjunct Associate Professor am Department of Health Policy and Management und dem Medizinhistorischen Institut der Johns Hopkins University.
Renate Wilson starb am 7. Dezember 2008 im Alter von 78 Jahren.

## Filmografie
- 1949: Der Biberpelz
- 1950: Die lustigen Weiber von Windsor
- 1950: Der Kahn der fröhlichen Leute
- 1951: Der Untertan
- 1953: Christina
- 1954: Der Froschkönig
- 1955: Aschenputtel
- 1957: Die Gänsemagd

## Schriften
- Zusammen mit Hartmut Lehmann und Hermann Wellenreuther: In Search of Peace and Prosperity: German Migrations of the 18th Century. Penn State, 1999.
- Sonderausgabe der Zeitschrift Caduceus zum Thema „An 18th Century Traffic in Medicine and Medical Ideas“.
- Pious Traders in Medicine. A German Pharmaceutical Network in Eighteenth-Century North America, ein Werk über den Einfluss deutscher Emigranten auf die Medizin und Pharmazie in den USA (2000).

## Auszeichnung
- „Thyssen fellowship for historical studies of cross-cultural medical care“